# TT278
La tombe thébaine TT 278 est située à Gournet Mourraï, dans la nécropole thébaine, sur la rive ouest du Nil, face à Louxor en Égypte.
C'est la tombe d'un nommé Amenemheb, gardien de troupeau d'Amon-Rê. La tombe date de la XXe dynastie.